# Сабор у Србу
Сабор у Србу је био народни сабор, односно политички скуп Срба у Хрватској, који је одржан 25. јула 1990. године у Србу (Општина Грачац). Сабор је окупио бројне представнике српског политичког, привредног, културног и црквеног живота са подручја тадашње југословенске федералне јединице Хрватске. На сабору је усвојена Декларација о суверености и аутономији српског народа у којој су исказани ставови окупљених српских политичких и народних првака о суверенитету, аутономији и конститутивности Срба у Хрватској и очувању Југославије као заједничке државе. Ради остваривања тих циљева, формирана су и два посебна политичка тела: Српски сабор (представничко тело) и Српско национално вијеће (извршно тело).
У контексту тадашњих политичких прилика, сабор у Србу је био сазван као одговор на све израженију сецесионистичку политику нових хрватских власти у односу на Југославију. Та политика је дошла до пуног изражаја након победе Хрватске демократске заједнице на првим вишестраначким изборима у Хрватској, одржаним у пролеће 1990. године. Када је новоуспостављени режим Фрање Туђмана најавио спровођење уставне реформе која је садржала и елементе сецесионистичке политике у односу на Југославију, представници српског народа су покренули иницијативу за шире политичко организовање Срба у Хрватској. Ту иницијативу су предводили челници Српске демократске странке у Хрватској, чији је председник био Јован Рашковић. Сабор је заказан управо за 25. јул због тога што су хрватске власти одлучиле да тога дана буде извршено проглашење спорних амандмана на Устав Републике Хрватске, што је и учињено на заседању Сабора Републике Хрватске у Загребу, али без присуства већине српских заступника, који су тога дана учествовали у раду сабора у Србу.
Недуго по одржавању сабора у Србу, новоизабрано Српско национално вијеће је 31. јула донело одлуку о организовању референдума о аутономији Срба у Хрватској.

## Галерија
- Душан Зеленбаба на сабору
- Милић од Мачве на сабору